# Templeogue
Templeogue (forma anglicizzata) o Teach Mealóg (in irlandese) è una località della Repubblica d'Irlanda. Fa parte della contea di South Dublin, nella provincia di Leinster.